# 斯卡夫斯內斯半島
69°28′S 39°39′E / 69.467°S 39.650°E
斯卡夫斯內斯半島是南極洲的半島，位於毛德皇后地，處於呂佐夫-霍爾姆灣東部，該半島根據挪威探險隊拍攝的空中照片被繪入地圖。